# Torneo di Wimbledon 1905
Il Torneo di Wimbledon 1905 è stata la 29ª edizione del Torneo di Wimbledon e seconda prova stagionale dello Slam per il 1905. Si è giocato sui campi in erba dell'All England Lawn Tennis and Croquet Club di Wimbledon a Londra in Gran Bretagna. Il torneo ha visto vincitore nel singolare maschile il britannico Laurence Doherty che ha sconfitto in finale in 3 set l'australiano Norman Brookes con il punteggio di 8–6 6–2 6–4. Nel singolare femminile si è imposta la statunitense May Sutton che ha battuto in finale in 3 set la britannica Dorothea Douglass. Nel doppio maschile hanno trionfato Reginald Doherty e Laurie Doherty.

## Risultati

### Singolare maschile
Laurence Doherty ha battuto in finale  Norman Brookes 8–6 6–2 6–4

### Singolare femminile
May Sutton ha battuto in finale  Dorothea Douglass con il punteggio di 6–3, 6–4

### Doppio maschile
Reginald Doherty /  Laurie Doherty hanno battuto in finale  Sidney Smith /  Frank Riseley con il punteggio di 6–2, 6–4, 6–8, 6–3

### Doppio femminile non ufficiale
Winifred Longhurst /  Ethel Thomson hanno battuto in finale  Agnes Morton /  May Sutton con il punteggio di 6–3 6–3

### Doppio misto non ufficiale
Connie Wilson /  Arthur Gore hanno battuto in finale  Ethel Thomson /  Anthony Wilding 8–6 6–4